# Santa Teresa (Nou Mèxic)
Santa Teresa és una concentració de població designada pel cens dels Estats Units a l'estat de Nou Mèxic. Segons el cens del 2000 tenia 2.607 habitants.

## Demografia
Segons el cens del 2000, Santa Teresa tenia 2.607 habitants, 952 habitatges, i 755 famílies. La densitat de població era de 91,9 habitants per km².
Dels 952 habitatges en un 40% hi vivien nens de menys de 18 anys, en un 68% hi vivien parelles casades, en un 8,3% dones solteres, i en un 20,6% no eren unitats familiars. En el 17,4% dels habitatges hi vivien persones soles el 5,4% de les quals corresponia a persones de 65 anys o més que vivien soles. El nombre mitjà de persones vivint en cada habitatge era de 2,74 i el nombre mitjà de persones que vivien en cada família era de 3,11.
Per edats la població es repartia de la següent manera: un 27,8% tenia menys de 18 anys, un 6% entre 18 i 24, un 31,8% entre 25 i 44, un 22,6% de 45 a 60 i un 11,9% 65 anys o més.
L'edat mediana era de 36 anys. Per cada 100 dones de 18 o més anys hi havia 92,5 homes.
La renda mediana per habitatge era de 61.500 $ i la renda mediana per família de 66.833 $. Els homes tenien una renda mediana de 43.500 $ mentre que les dones 30.326 $. La renda per capita de la població era de 24.561 $. Aproximadament el 2,2% de les famílies i l'1,6% de la població estaven per davall del llindar de pobresa.

## Poblacions més properes
El següent diagrama mostra les poblacions més properes.